# Armand Apell
Pour les articles homonymes, voir Apell.
Armand Apell est un boxeur français né le 16 janvier 1905 à Strasbourg et mort le 3 juillet 1990 à Strasbourg.

## Carrière
Il participe à l'épreuve poids mouches des Jeux olympiques d'Amsterdam en 1928 et remporte la médaille d'argent après avoir été battu en finale par le boxeur hongrois Antal Kocsis.

## Parcours auxJeux olympiques
Jeux olympiques d'été de 1928 à Amsterdam (poids mouches) :
- Bat Frankie Martin (Canada) aux points
- Bat Cuthbert Taylor (Grande-Bretagne) aux points
- Bat Buddy Lebanon (Afrique du Sud) aux points
- Perd contre Antal Kocsis (Hongrie) aux points